# Guvernul Constantin Al. Kretzulescu (București)
Guvernul Constantin Al. Kretzulescu (București) a fost un consiliu de miniștri care a guvernat Principatul Munteniei în perioada 27 martie - 6 septembrie 1859.

## Componență
- Președintele Consiliului de Miniștri

Constantin Al. Kretzulescu - alternativ Crețulescu - (27 martie - 6 septembrie 1859)
- Ministrul de interne

Constantin Al. Kretzulescu - alternativ Crețulescu - (27 martie - 6 septembrie 1859)
- Ministrul de externe

Scarlat Fălcoianu (27 martie - 6 septembrie 1859)
- Ministrul finanțelor

ad-int. Constantin Steriade (27 martie - 7 iunie 1859)
Constantin Steriade (7 iunie - 6 septembrie 1859)
- Ministrul justiției

Ioan C. Cantacuzino (27 martie - 6 septembrie 1859)
- Ministrul cultelor

Constantin Al. Kretzulescu - alternativ Crețulescu - (27 martie - 6 septembrie 1859)
- Ministrul de război

General Barbu Vlădoianu (27 martie - 4 mai 1859)
ad-int. General Alexandru Macedonski (4 mai - 16 august 1859)
Colonel Ion Cornescu (16 august - 6 septembrie 1859)
- Ministrul controlului (Ministerul avea atribuțiile Curții de Conturi)

Grigore Filipescu (27 martie - 6 septembrie 1859)

## A se vedea și
- Guvernul Nicolae Kretzulescu (București), Principatul Munteniei în perioada 27 martie - 6 septembrie 1859
- Guvernul Nicolae Kretzulescu (1), România în perioada 24 iunie 1862 - 11 octombrie 1863
- Guvernul Nicolae Kretzulescu (2), , România în perioada 14 iunie 1865 - 11 februarie 1866
- Guvernul Constantin Al. Kretzulescu (București), Principatul Munteniei în perioada 27 martie - 6 septembrie 1859
- Guvernul Constantin Al. Kretzulescu, România în perioada 1 martie - 5 august 1867

## Sursă
- Stelian Neagoe - "Istoria guvernelor României de la începuturi - 1859 până în zilele noastre - 1995" (Ed. Machiavelli, București, 1995)

| Precedat(ă) de: Guvernul Ioan Al. Filipescu (București) | Guvernul Constantin Al. Crețulescu (București) 27 martie - 6 septembrie 1859 | Succedat(ă) de: Guvernul Nicolae Crețulescu (București) |